# Зуй Антон Іларіонович
Зуй Антон Іларіонович (06.08.1922, с. Бірки — 15.01.2003, с. Бірки) — Почесний громадянин Зіньківщини (посмертно). Із сім'ї селян. Із 1933 року, після смерті батьків від голоду, Зуй А. І. виховується в Бірківському патронаті. Закінчив чотири класи школи.
1941 року призваний на службу до лав армії. Був мінометником Першої ударної Армії. 1944 року брав участь у боях за визволення Естонії та Латвії.
Із 8 травня 1944 року брав участь у налагодженні кордону з фінами в Карело-Фінській республіці. У лютому 1945 року направлений до 645 окремого саперного батальйону сапером. Із весни по листопад 1945 року працював на розмінуванні в Карельській республіці.
У грудні 1946 року повернувся до с. Бірки Зіньківського району. Із 1947 року працював трактористом Бірківської МТС та колгоспу. 1982 року вийшов на пенсію.
За мужність і відвагу на фронтах Великої Вітчизняної війни А. І. Зуй був нагороджений чотирма медалями «За відвагу».